# Emisión Imposible
Emission Impossible (titulado Emisión imposible en España y en Hispanoamérica) es el undécimo episodio de la tercera temporada de la serie Padre de familia emitido el 8 de noviembre de 2001 a través de FOX aunque su fecha original de emisión era el 19 de septiembre del mismo año, pero fue aplazado por los atentados del 11 de septiembre.
El episodio está escrito por Dave Collard y Ken Goin y dirigido por Peter Shin. Como artistas invitados, prestan sus voces a sus respectivos personajes: Majel Barrett, Carol Kane y Wallace Shawn.

## Argumento
Lois y Peter visitan a Carol, la hermana de esta después de que llamara para comunicar que su noveno marido la ha abandonado mientras está embarazada. En ese preciso instante, Carol rompe aguas y urge ir al hospital. El obstetra se prepara para la operación, sin embargo cae inconsciente al suelo después de meter la mano en la caja de las jeringas usadas al confundirlos con los guantes para pesar de los presentes, incluyendo a Carol y a Peter, el cual consigue sacar el parto adelante con éxito. Tras vivir la experiencia de ayudar en el parto, Peter le pide a Lois tener otro hijo. Chris y Meg ven con buenos ojos la idea de tener otro hermano, sin embargo Stewie ve peligrar su estatus de pequeño de la casa.
Para empezar, Stewie se mete en la vida intima de la pareja con la intención de que no duerman solos. No contento, trata también de manchar la camiseta de su padre con carmín con la clara intención de que Lois piense que su marido está teniendo una aventura, pero es pillado por Lois por distraerse. Más tarde droga a Peter con cloroformo y utiliza una réplica robotizada de él para entrar en la habitación e insultar a su mujer, pero todo resulta ser un fracaso cuando a la habitación entran los hermanos peleándose y tiran el robot por la ventana. La mujer, ya harta de no tener intimidad castiga a sus hijos en sus respectivas habitaciones para así tener todo el tiempo que precisan. Finalmente, Stewie aprovecha que Peter y Lois están teniendo una cena romántica a la luz de las velas para reducirse al tamaño de un espermatozoide y destruir el esperma de su padre con la ayuda de una especie de buque anfibio con el que se mete dentro de su organismo.
Una vez llega a los testículos, Stewie comienza a masacrar a todos los espermatozoides salvo a uno: Bertram, que resulta ser igual de inteligente que Stewie. Tras una breve pelea, ambos son noqueados hasta que Stewie, el primero en recuperarse descubre que Bertram está recuperando la consciencia y se dispone a matarlo hasta que descubre que tiene una cosa en común con él: quiere matar a Lois por lo que entablan amistad, sin embargo, un indicador de la nave informa de que Stewie está a punto de volver a su tamaño natural y tratan de buscar una salida que le lleva al lacrimal de Peter por el que consigue escapar.
Finalmente, Stewie da el visto bueno a la idea de tener otro hermano, sin embargo, Peter y Lois reconsideran la idea de tener otro hijo para profundo pesar de Stewie que trata de convencer a Peter de que la fecunde, no obstante, Lois se niega a realizar el coito delante de Stewie, razón por la que Peter se marcha al lavabo a masturbarse con una revista de lencería.  Stewie, consternado por la aparente muerte de su futuro hermano hasta que ve en el ojo un destello como señal de que Bertram sigue vivo. Aun así el alivio le dura poco cuando empieza a pensar que su hermano nonato es más listo de lo que él creía.